# Hesperoxiphion pardalis
Hesperoxiphion pardalis là một loài thực vật có hoa trong họ Diên vĩ. Loài này được (Ravenna) Ravenna miêu tả khoa học đầu tiên năm 1977.